# 樂信·瓦旦紀念公園
樂信·瓦旦紀念公園，位於桃園市復興區羅馬公路118號，園區內有一座瞭望台，並設有一座樂信·瓦旦塑像。
紀念遭中國國民黨於臺灣白色恐怖時期中殺害的泰雅族政治人物樂信·瓦旦。